# Old House Museum
L'Old House Museum (musée de la vieille maison) de la ville de Bakewell dans le Derbyshire est un petit musée aménagé à l'intérieur d'une ancienne maison typique du XVIe siècle, exposant divers objets rattachés à l'histoire et à la vie des habitants.

## Histoire
Construite en 1534 dans un style local, pour servir d'habitation  au percepteur de la dîme (tithe), la maison appartenait à l'origine au doyen et au chapitre de Lichfield . Elle se trouvait à l'emplacement des quatre salles sud du bâtiment actuel. La maison fut agrandie en 1549, reflétant la prospérité croissante résultant de la collecte de la dîme.
Le bâtiment est classé Grade II*.

## Expositions
L'Old House Museum reconstitue la vie de ses anciens habitants, parmi lesquels Christopher Plant, le collecteur de dîme Tudor ; Sir Richard Arkwright qui y hébergeait les ouvriers de sa filature de coton hydraulique de Lumford Mill et la famille Pitt qui à  l'époque victorienne vivait dans l'un des cottages . Dans une salle de classe victorienne reconstituée (Victorian Schoolroom) sont exposées des affiches de Mabel Hildick (1884-1979) utilisées pour l'enseignement par sa sœur Melodie